# Type 58
Type 58 je sjevernokorejska jurišna puška temeljena na čuvenom Kalašnjikovu. Puška koristi isti kalibar streljiva kao i original (7,62x39mm) ali je nešto duža u odnosu na AK-47 (890 mm u usporedbi s 870 mm).

## Povijest
Sjeverna Koreja je tijekom Korejskog rata i kasnijeg hladnog rata bila sovjetska saveznica odakle je dobivala vojnu pomoć i nabavljala oružje. Zbog sovjetskog utjecaja, zemlja je 1958. godine započela s proizvodnjom vlastite automatske puške Type 58 koja je temeljena na AK-47.
Sa sovjetskog originala je preslikan gotovo cijeli dizajn i funkcionalnost. To je posebice vidljivo na rotirajućem zatvaraču, regulatoru paljbe i plinskom cilindru. Usadnik (kundak), prednji rukohvat i zadnji pištoljski rukohvat su proizvedeni od drva. Na pušku se može postaviti naramenica radi lakšeg transporta a ispod cijevi montirati bajunet.
Osim za potrebe domaće vojske, Type 58 se koristio i u sukobima u Kambodži, Laosu i Vijetnamu ali u malim količinama zbog ograničene dostave. Također, puška je bila i u iranskoj službi tijekom Iransko-iračkog rata te u Sandinista revoluciji u Nikaragvi.

## Inačice
- Type 58: osnovni model
- Type 58A: model s fiksnim drvenim kundakom.
- Type 58B: model sa sklopljivim metalnim kundakom.

## Korisnici
- Sjeverna Koreja: primarni korisnik.
- Kambodža
- Iran
- Laos
- Nikaragva
- Vijetnam: tijekom Vijetnamskog rata Type 58 je bio u službi Vietkonga a nakon njegovog završetka u službi zajedničke Narodne vijetnamske vojske.

## Vanjske poveznice
- Military Factory.com - Type 58